# POEM@Home
POEM@Home — проект добровольных вычислений, построенный на платформе BOINC. Запущен Технологическим институтом Карлсруэ. Основной целью проекта является моделирование сворачивания белков, базирующееся на догме Анфинсена, с использованием пакета SIMONA (англ. SImulation of MOlecular and NAnoscale systems) с открытым исходным кодом. По состоянию на 15 декабря 2013 года в нём приняли участие 43 516 пользователей (117 821 компьютеров) из 168 стран, обеспечивая интегральную производительность в 648 терафлопс. В проекте имеются расчетные модули с поддержкой технологии OpenCL, позволяющие запуск соответствующих задач фолдинга с использованием GPU.

## Научные цели
Целью проекта является изучение того, как структура белка определяет функцию белка, предсказать структуру белка своей аминокислотой последовательности, исследовать, как белки взаимодействуют друг с другом, и понять, как белки могут привести к функциональным нарушениям.
Полученные знания могут быть использованы в разработке различных методов лечения.